# Generoso di Ortona dei Marsi
San Generoso Martire (III secolo – 304) è il santo protettore di Ortona dei Marsi.
Discepolo di san Rufo martire, fu martirizzato sotto Diocleziano. I suoi resti furono inizialmente sepolti nel 304 nelle catacombe di San Sebastiano a Roma.
Si festeggia l'8 maggio, mese in cui fu traslato il corpo del martire nel paese (originariamente era festeggiato il 19 settembre). Le sue spoglie sono conservate a Ortona dei Marsi all'interno della chiesa parrocchiale. Ogni anno la statua del Santo viene portata in processione per le vie del paese marsicano.
Il santo è rappresentato in veste di guerriero con un ulivo nella mano sinistra e una bandiera con la scritta "San Generoso protettore di Ortona" nella destra.
È stato posto in una guglia vicino all'altare da circa 4 secoli. Nel 1947 venne costruito un altare in suo onore.